# Zhangdang (köpinghuvudort i Kina, Liaoning Sheng, lat 41,91, long 124,07)
Zhangdang är en köpinghuvudort i Kina. Den ligger i provinsen Liaoning, i den nordöstra delen av landet, omkring 57 kilometer öster om provinshuvudstaden Shenyang. Antalet invånare är 21 965. Befolkningen består av 10 584 kvinnor och 11 381 män. Barn under 15 år utgör 10,0 %, vuxna 15-64 år 78 %, och äldre över 65 år 11,0 %.
Runt Zhangdang är det ganska tätbefolkat, med 90 invånare per kvadratkilometer. Närmaste större samhälle är Fushun, 13,7 km väster om Zhangdang. 
Genomsnittlig årsnederbörd är 1 120 millimeter. Den regnigaste månaden är juli, med i genomsnitt 254 mm nederbörd, och den torraste är januari, med 9 mm nederbörd.